# الشركة السعودية للصناعات المتطورة
الشركة السعودية للصناعات المتطورة هي شركة مساهمة سعودية، تأسست في الثلاثين من ديسمبر عام 1987، برأس مال يبلغ أربعمئة واثنين وثلاثين مليون ريال سعودي، تنشط الشركة في نقل التقنية الصناعية المتقدمة إلى المملكة العربية السعودية من خلال المشاركة في برامج التوازن الاقتصادي والمشاريع الصناعية الأخرى.

## التاريخ
تأسست كشركة مساهمة بموجب السجل التجاري رقم (1010068321) بمدينة الرياض عام 1988م براس مال قدره 108مليون ريال إلى 432 مليون ريال سعودي وفي عام 2015 تمت زيادة راس المال إلى 500 مليون ريال سعودي.وهي مدرجة في السوق المالية السعودية (تداول) منذ مايو 1993.

## النشاط
نقل التقنية المتقدمة للمملكة من خلال المشاركة في برنامج التوازن الاقتصادي والمشاريع الصناعية الأخرى تستثمر الشركة حاليا في المشاريع التالية شركة السلام للطائرات المحدودة والشركة العربية للالياف الصناعية (ابن رشد ) وشركة التصنيع وخدمات الطاقة والشركة الوطنية للبتروكيماويات (ينساب) وشركة العبيكان للزجاج وشركة دويتشة الخليج للتمويل.

## الشركات تابعة
شركات تابعة أو تساهم فيها الشركة السعودية للصناعات المتطورة:
قطاع البتروكيماويات
- شركة ينبع الوطنية للبتروكيماويات. (ينساب)
- الشركة العربية للألياف الصناعية. (ابن رشد)

قطاع صناعة الزجاج
- شركة العبيكان للزجاج.
- شركة العبيكان إي جي سي للزجاج.

قطاع الخدمات الصناعية
- شركة التصنيع وخدمات الطاقة.
- شركة السلام لصناعة الطيران.

قطاع الخدمات والاستثمارات المالية
- شركة دويتشة الخليج للتمويل.

## البيانات
| تاريخ التأسيس | تاريخ الادراج | الرمز الدولي | نهاية السنة المالية | مراجعي الحسابات                 |
| ------------- | ------------- | ------------ | ------------------- | ------------------------------- |
| 13-01-1998    | /             | SA0007879246 | 31/12               | مكتب إبراهيم أحمد البسام وشركاه |

## ملف الأسهم
| رأس المال المصرح به (ريال سعودي) | عدد الأسهم المصدرة | رأس المال المدفوع (ريال سعودي) | القيمة الاسمية للسهم | القيمة المدفوعة للسهم |
| -------------------------------- | ------------------ | ------------------------------ | -------------------- | --------------------- |
| 500,000,000                      | 50,000,000         | 500,000,000                    | 10                   | 10                    |

- آخر تحديث :2015-04-20

## تغيرات في راس المال
| تاريخ اعلان التوصية | نوع الإصدار   | تاريخ الاستحقاق | رأس المال الجديد | رأس المال السابق | الفرق التراكمي | ملاحظات |
| ------------------- | ------------- | --------------- | ---------------- | ---------------- | -------------- | ------- |
| 2014-10-28          | منحة اسهم     | 2015-04-19      | 500,000,000      | 432,000,000      | + 392,000,000  |         |
| 2006-03-12          | حقوق الاولوية | 2007-01-17      | 432,000,000      | 108,000,000      | + 324,000,000  |         |

## روابط خارجية
- الموقع الرسمي.